# Oliver Building (Chicago)
El Edificio Oliver está ubicado en el número 159 de la calle Dearborn de Chicago. Fue construido por Holabird & Roche para The Oliver Typewriter Company (Compañía de Máquinas de Escribir Oliver) entre 1907 y 1908. En 1920 se añadieron dos plantas a la estructura. Para la realización de esta expansión fueron de nuevo contratados Holabird & Roche. 
El exterior muestra motivos relacionados con las máquinas de escribir. En mayo de 1984 fue incluido como punto de interés de la ciudad de Chicago.
Las anchas ventanas situadas por encima del segundo piso son conocidas como "Ventanas de Chicago" e incluyen el nombre de la compañía Oliver.
En los 90, cuando el Oriental Theatre (Teatro Oriental) quiso ampliar su área de bastidores, el arquitecto Daniel P. Coffey realizó un diseño que acababa con gran parte del Edificio Oliver, pero preservaba un tercio de su estructura original de acero así como la fachada que da a la calle Dearborn y una parte de la fachada del callejón.